# Willem de Vlamingh

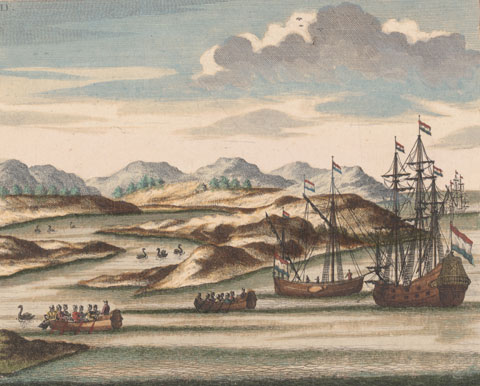
Pintura de Keulen de 1796 que mostra els vaixells de Willem de Vlamingh a l'entrada del riu Swan.

Willem Hesselsz de Vlamingh (Oost-Vlieland, novembre de 1640 - ca. 1698) va ser un navegant neerlandès que va explorar la costa oest de Nova Holanda (actual Austràlia) a finals del segle XVII, desembarcant on actualment es troba l'actual ciutat de Perth al riu Swan. La missió va resultar infructuosa, però va cartografiar parts de la costa occidental del continent.

## Primers viatges
Willem de Vlamingh va néixer al poble frisó d'Oost-Vlieland a les Set Províncies Unides dels Països Baixos. Va ser batejat el 28 de novembre de 1640. El 1664, de Vlamingh va navegar cap a Nova Terra i va descobrir Jelmerland. El 1668, es va casar vivint encara a l'illa de Vlieland i exercint de patró en la caça de balenes.
De Vlamingh entrà al servei de la Companyia Neerlandesa de les Índies Orientals el 1688 i va fer el seu primer viatge a Batavia (actual Jakarta) el mateix any. Després d'un segon viatge, l'any 1694, se li va demanar, a petició de Nicolaes Witsen, que muntés una expedició per localitzar el Ridderschap van Holland, el vaixell comercial més gran de la Companyia que va desaparèixer amb 325 passatgers i tripulants de camí a Batavia el 1694. Els funcionaris de la Companyia creien que podria haver encallat a la costa occidental d'Austràlia.

## Missió de rescat
El 1696, de Vlamingh va comandar la missió de rescat a la costa occidental d'Austràlia per trobar supervivents del Ridderschap van Holland que havia desaparegut dos anys abans, i portava a bord l'almirall Sir James Couper. Hi havia tres vaixells al seu comandament: la fragata Geelvink, capitanejada pel mateix de Vlamingh; el Nijptang, pel capità Gerrit Collaert; i la galiota Weseltje, pel seu fill, el capità Cornelis de Vlamingh. L'expedició va partir d'incognit de Texel el 3 de maig de 1696 i, degut de la Guerra dels Nou Anys amb França, va navegar per la costa d'Escòcia fins a Tristan da Cunha. A principis de setembre els tres vaixells van arribar al cap de Bona Esperança, on es van quedar set setmanes per culpa de l'aparició d'escorbut entre la tripulació. Allà, Cornelis de Vlamingh va prendre el comandament després de la mort de Laurens T. Zeeman. El 27 d'octubre, van salpar cap a les Índies Orientals Neerlandeses utilitzant la ruta Brouwer. En el seu camí cap a l'est van passar per l'Illa de Sant Pau i l'Illa Amsterdam sense trobar supervivents ni cap resta del Ridderschap van Holland.
El 29 de desembre de 1696, de Vlamingh va desembarcar a l'illa de Rottnest, davant la costa occidental d'Austràlia, on veure nombrosos quoques (un marsupial autòcton), i creient que eren rates grans va anomenar-la 't Eylandt 't Rottenest ("Illa del niu de les rates"). Després va escriure al seu diari: "Vaig tenir un gran plaer d'admirar aquesta illa, que és molt atractiva, i on sembla que la natura no ha negat res per fer-la plaent més enllà de totes les illes que he vist mai, sent molt ben proveïda per al benestar de l'home, amb fusta, pedra i calç per fer-hi cases, només falten llauradors per omplir aquestes bones planes. Hi ha molta sal, i la costa és plena de peixos. Els ocells es fan sentir amb cants agradable sen aquests boscos perfumats. Així doncs, crec que de les moltes persones que volen esdevenir feliços, n'hi ha molts que menysprearien la fortuna del nostre país per l'elecció d'aquest aquí, que semblaria un paradís a la terra».
El 10 de gener de 1697, es va aventurar pel riu Swan. Es creu que foren els primers europeus a fer-ho. També se suposa que van ser els primers europeus a veure cignes negres, i de Vlamingh va batejar el riu Zwaanenrivier (riu Cigne en neerlandès). La tripulació es va dividir en tres grups, amb l'esperança d'atrapar un aborigen, però uns cinc dies després van abandonar la recerca.
El 22 de gener van navegar pel canal Geelvink. Els dies següents van veure deu persones negres nues. El 24 de gener van passar per Red Bluff. Prop de Wittecarra van buscar aigua dolça. El 4 de febrer de 1697, van desembarcar a l'illa Dirk Hartog, Austràlia Occidental, i va substituir la placa d'estany que hi va deixar Dirk Hartog el 1616 per una de nova que constatava les visites de tots dos capitans. La placa original es conserva al Rijksmuseum d'Amsterdam.
De Vlamingh, amb el seu fill Cornelis i Collaert, va comandar una flota de retorn de les Índies el 3 o l'11 de febrer de 1698, que va arribar a Amsterdam el 16 d'agost. Tanmateix, no és segur que de Vlamingh encara estigués viu en aquell moment ja que els registres d'enterrament a Vlieland per aquesta època no existeixen.